# Bernard Piekorz
Bernard Piekorz (ur. 5 stycznia 1964 w Starych Siołkowicach) – polski sztangista, brązowy medalista mistrzostw świata i trzykrotny medalista mistrzostw Europy. Mistrz Polski i Niemiec.

## Życiorys
Był zawodnikiem Odry Opole, podnoszenie ciężarów zaczął uprawiać w 1980 r. Dwukrotnie zdobywał mistrzostwo Polski (1984 i 1986) w kategorii 52 kg, raz wicemistrzostwo Polski w 1987 w kategorii 56 kg, raz brązowy medal mistrzostw Polski w kategorii 56 kg w 1985.
Już jako junior sięgnął kolejno po brąz (1982), srebro (1983) i złoto (1984) mistrzostw Europy juniorów.
Jego największe sukcesy w karierze sportowej to brązowy medal mistrzostw świata w Södertälje (1985) z wynikiem 237,5 kg, dwukrotnie wicemistrzostwo Europy (ME w Vitorii w 1984 r. z wynikiem 242,5 kg i ME w Reims w 1987 r. z wynikiem 232,5 kg) oraz brązowy medal mistrzostw Europy w Karl-Marx-Stadt w 1986 r. z wynikiem 230 kg. Startował też w zawodach Przyjaźń-84, ale spalił rwanie.
Po mistrzostwach Europy w Reims w 1987 roku pozostał w Niemczech i startował w barwach tego kraju. W kategorii 52 kg – na mistrzostwach świata w Atenach w 1989 r. był dziesiąty, podobnie jak na mistrzostwach Europy w Aalborgu w 1990 r., a na ME w Szekszárdzie w 1992 r. był czwarty. Był sześciokrotnym mistrzem Niemiec w drużynie Wolfsburga (1987 (kat. 52 kg), 1988, 1989, 1990, 1991 (wszystkie zwycięstwa w kategorii 56 kg) oraz SSV Samswegen (1997 w kategorii 56 kg).